# Tiberiu Olah
Tiberiu Olah (în maghiară Oláh Tibor; n. 2 ianuarie 1928, Arpășel, România – d. 2 octombrie 2002, Târgu Mureș, România) a fost un compozitor, profesor și muzicolog român de etnie maghiară.
În 1946 și-a început studiile muzicale la Conservatorul de Muzică din Cluj. Și le-a continuat între 1949 și 1954 la Conservatorul din Moscova. Din 1958 a activat ca lector, apoi ca profesor la Conservatorul din București. A primit bursă de documentare și cercetare la DAAD. A susținut conferințe, referate, comunicări științifice în țară și peste hotare; a realizat emisiuni de radio și televiziune și a publicat studii, articole, interviuri, cronici în Muzica, Studii de Muzicologie, Contemporanul, România Literară, Melos (Mainz) etc.
A compus muzică de orchestră și de cameră, inspirându-se la început din creația lui Béla Bartók, George Enescu și Igor Stravinski.

## Compoziții
Muzică vocal-simfonică
Cantata pentru cor de femei, două flaute, instrumente de coarde și percuție 1956, pe texte populare ceangăiești, traducere de Nina Cassian
Prind visele aripi 1959, cantată pentru cor mixt și orchestră
Lumina lui Lenin 1959, cantată pentru cor bărbătesc și orchestră de coarde pe versuri de Nina Cassian
O stâncă se înalță 1959, cantată pentru cor mixt și orchestră pe versuri de Maria Banuș
Constelația omului 1960, oratoriu pentru recitator, voce înaltă, cor mixt și orchestră pe versuri de Vladimir Maiakovski
Muzică simfonică
Mica suită 1954
Simfonia I 1956
Luchian 1957, suită simfonică extrasă din muzica filmului documentar omonim
Coloana infinită 1962, poem simfonic pentru orchestră mare
Poarta sărutului 1965, poem pentru orchestră mare
Spațiu și ritm 1965, studiu pentru 3 grupuri de percuție
5 Piese pentru orchestră 1966
Masa tăcerii 1968
Translații I 1968
Ars Nova 1969
Simfonie pentru coarde 1970, transcripție pentru orchestră a Cvartetului de coarde din 1951
Mihai Viteazul 1971, suită simfonică din muzica de film omonimă
Crescendo 1972, piesă pentru orchestră
Evenimente 1907 1972
Translații II 1973, orchestră de coarde și 16 suflători de lemn
Translații III 1973, grup de suflători
Timpul memoriei/The Times of Memory 1973, “in the memory of Natalie and Serge Koussewitzki“, pentru flaut, oboi, clarinet, fagot, vioară, violă, violoncel, 2 piane, bandă magnetică și fluiere distribuite instrumentiștilor
Harmonie I/Armonii 75 1975, pentru orchestră simfonică
Arminii II 1976, pentru suflători și percuție
Armonii III 1978, pentru orchestră simfonică
Armonii IV 1981, concert pentru 23 de instrumente
Simfonia a II-a 1987
Simfonia a III-a “Metamorfoze pe tema Sonatei Lunii“ 1989
Muzică de teatru
Geamgiii din Tolado 1959, parodie de operă pentru păpuși
Tragedia omului 1965, muzică de scenă la piesa lui Madach
Troienele  1966, muzică de scenă la piesa lui Euripide/Sartre
Miorița 1967, muzică de scenă la piesa lui Valeriu Anania
PaROdiSSINIana 1973, glumă muzicală pe un duet de Rossini pentru violoncel, contrabas și bandă magnetică/2 violoncele și 2 contrabași

### Muzică de film
- Avalanșa (1959)
- Străzile au amintiri (1962)
- Pisica de mare (1963)
- Comoara din Vadul Vechi (1964)
- Sărutul (1964)
- Răscoala (1966)
- Zodia Fecioarei (1967)
- Castelanii (1967)
- Meandre (1967)
- Luchian (1967)
- Zile de vară (1967)
- Lumini și umbre - serial TV (1981-1982)
- Răutăciosul adolescent (1969)
- Mihai Viteazul (1971)
- Atunci i-am condamnat pe toți la moarte (1972)
- Puterea și adevărul (1972)
- Trecătoarele iubiri (1974)
- Dincolo de nisipuri (1974)
- Nemuritorii (1974)
- Pe aici nu se trece (1975)
- Osînda (1976)
- Vlad Țepeș (1979)
- Munții în flăcări (1980)
- Bocet vesel (1984)
- Horea (1984)
- Eroii nu au vârstă (1984)
- Vulcanul stins (1987)

## Distincții
- Premiul Academiei Române, 1965.
- Premiul pentru muzică de film, Pelicanul alb, 1966.
- Premiul internațional al discului Koussewitzky, SUA, 1967.
- Marele Premiu al Uniunii Compozitorilor și Muzicologilor din România pentru întreaga creație, 1993.

### Decorații
- Ordinul național „Serviciul Credincios” în grad de Comandor (1 decembrie 2000) „pentru realizări artistice remarcabile și pentru promovarea culturii, de Ziua Națională a României”[6]